# Mátéffy Győző
Mátéffy Győző (Nagysomkút, 1913. szeptember 18. – Csíksomlyó, 1991.) erdélyi magyar népművelő.

## Életútja
Középiskolát Kolozsvárt, tanítóképzőt Kézdivásárhelyen végzett (1934). A Brassói Lapok és Népújság terjesztésének szervezője (1936–40), majd Csíktaplocán tanító, a Csíksomlyói KALOT Székely Népfőiskolán népfőiskolai előadó, Szervátiusz Jenő oldalán a népi fafaragó tanfolyam szervezője. 1948-ban a KALOT Mozgalmat betiltották, a népfőiskolát megszüntették, így Mátéffy Győző, a kiváló népiskolai tanár is betagozódott az állam által szervezett iskolai és művelődési rendszerbe, a csíkszeredai Pedagógiai Iskola tanára (1948–55), a rajoni Művelődési Ház igazgatója, a Gyermekotthon vezetője (1966–73).
Cikkeit a Székely Nép közölte, néprajzi szakdolgozata A hagyománynevelés szerepe és ismeretanyagának tanítási módja a népfőiskolai nevelésben c. alatt az Erdélyi Iskola 1943/2-es számában jelent meg. Később a Falvak Dolgozó Népe, Művelődés, Hargita munkatársa. Virágálom címen mesejátékot írt.